# Keemadada
Keemadada (nep. किमडाँडा) – gaun wikas samiti w zachodniej części Nepalu w strefie Lumbini w dystrykcie Arghakhanchi. Według nepalskiego spisu powszechnego z 2011 roku liczył on 838 gospodarstw domowych i 3246 mieszkańców (1897 kobiet i 1349 mężczyzn).